# طواف بولندا 2024
طواف بولندا 2024 (بالبولندية: Tour de Pologne 2024)‏ هو سباق دراجات هوائية، وهو الموسم الحادي والثمانين من طواف بولندا، وأقيم خلال الفترة من 12 أغسطس 2024، وحتى 18 أغسطس 2024 ضمن سباقات طواف العالم للدراجات 2024.
فاز بالمركز الأول جوناس فينجارد، وفاز بالمركز الثاني وفي تصنيف السرعة دييغو يليسي، بينما جاء ويلكو كيليرمان في المركز الثالث، وحصل Norbert Banaszek ‏ على جائزة أفضل مقاتل، أما ترتيب الفرق، فقد فاز به فريق الإمارات 2024 ‏، وفي حين نال Michał Paluta ‏ صدارة تصنيف الجبال، وفاز في ترتيب البلد رافال مايكا.

## الفرق
| فرق عالمية (18)- Alpecin-Deceuninck - Arkéa-B&B Hotels - Astana Qazaqstan Team - Bahrain Victorious - Cofidis - Decathlon-AG2R La Mondiale - EF Education-EasyPost - Groupama-FDJ - Ineos Grenadiers - Intermarché-Wanty - Lidl-Trek - Movistar Team - Red Bull-Bora-Hansgrohe - Soudal Quick-Step - Team dsm-firmenich PostNL - Team Jayco AlUla - Team Visma \| Lease a Bike - UAE Team Emirates فرق برو (3)- Israel-Premier Tech - فريق Q36.5 موسم 2024 ‏ - سويس ريسينغ أكادمي 2024 ‏ فريق وطني- فريق بولندا لركوب الدراجات ‏ |  |
| |  |

## المراحل
| قائمة المراحل | قائمة المراحل | قائمة المراحل                    | قائمة المراحل  | قائمة المراحل | قائمة المراحل   | قائمة المراحل |
| المرحلة       | التاريخ       | الدورة                           |                | المسافة (كم)  | الفائز بالمرحلة | القائد العام  |
| ------------- | ------------- | -------------------------------- | -------------- | ------------- | --------------- | ------------- |
| المرحلة 1     | 12 أغسطس      | فروتسواف – Karpacz ‏              | مرحلة جبلية    | 159٫3         | Thibau Nys ‏     | Thibau Nys ‏   |
| المرحلة 2     | 13 أغسطس      | Gmina Mysłakowice ‏ – Karpacz ‏    | فردي ضد الساعة | 15٫4          | تيم فيلانز      | جوناس فينجارد |
| المرحلة 3     | 14 أغسطس      | واوب جيخ – Duszniki-Zdrój ‏       | مرحلة جبلية    | 156٫5         | Thibau Nys ‏     | جوناس فينجارد |
| المرحلة 4     | 15 أغسطس      | Kudowa-Zdrój ‏ – برودنيك          | مرحلة مستوية   | 195٫3         | Olav Kooij ‏     | جوناس فينجارد |
| المرحلة 5     | 16 أغسطس      | كاتوفيتسه – كاتوفيتسه            | مرحلة مستوية   | 187٫6         | تيم ميرلير      | جوناس فينجارد |
| المرحلة 6     | 17 أغسطس      | Wadowice ‏ – Bukowina Tatrzańska ‏ | مرحلة جبلية    | 183٫2         | Thibau Nys ‏     | جوناس فينجارد |
| المرحلة 7     | 18 أغسطس      | منجم فياليتشكا الملحي – كراكوف   | مرحلة مستوية   | 142٫1         | Olav Kooij ‏     | جوناس فينجارد |

## النتيجة

### مرحلة 1
هي مرحلة جبلية، أقيمت في 12 أغسطس 2024، وامتدّت لمسافة 159.3 كيلومتر. فاز بالمركز الأول، وتصدر ترتيب السرعة والترتيب العام Thibau Nys ‏، وتصدر ترتيب التسلق Michał Paluta ‏، أما ترتيب الفرق، فقد فاز به فريق الإمارات، وتصدر تصنيف القتال Szymon Sajnok ‏.
| التصنيف العام | التصنيف العام   | التصنيف العام                         | التصنيف العام | التصنيف العام |
| العداء        | العداء          | الفريق                                | الوقت         |               |
| ------------- | --------------- | ------------------------------------- | ------------- | ------------- |
| 1             | Thibau Nys ‏     | تريك سيغافريدو                        | 3 س 37 د 03 ث |               |
| 2             | ويلكو كيليرمان  | Team Visma \| Lease a Bike            | + 7 ث         |               |
| 3             | Lukas Nerurkar ‏ | إي أف إديوكيشن نيبو                   | + 9 ث         |               |
| 4             | جوناس فينجارد   | Team Visma \| Lease a Bike            | + 16 ث        |               |
| 5             | ماتج موهوريك    | فريق البحرين ميريدا للدراجات الهوائية | + 16 ث        |               |
| 6             | دييغو يليسي     | فريق الإمارات                         | + 16 ث        |               |
| 7             | رومان جريجوار   | إف دي جي                              | + 16 ث        |               |
| 8             | جاكوب فوجلسانج  | إسرائيل - بريمير تيك                  | + 16 ث        |               |
| 9             | رافال مايكا     | فريق الإمارات                         | + 19 ث        |               |
| 10            | Nicola Conci ‏   | البيسين فينيكس                        | + 19 ث        |               |
|               |                 |                                       |               |               |
|               |                 |                                       |               |               |

### مرحلة 2
هي مرحلة من نوع سباق زمن فردي، أقيمت في 13 أغسطس 2024، وامتدّت لمسافة 15.4 كيلومتر. فاز بالمركز الأول تيم فيلانز، وتصدر ترتيب التسلق Michał Paluta ‏، وتصدر تصنيف القتال Szymon Sajnok ‏، أما ترتيب الفرق، فقد فاز به فريق الإمارات، وتصدر الترتيب العام وترتيب السرعة جوناس فينجارد.
| التصنيف العام | التصنيف العام        | التصنيف العام                         | التصنيف العام | التصنيف العام |
| العداء        | العداء               | الفريق                                | الوقت         |               |
| ------------- | -------------------- | ------------------------------------- | ------------- | ------------- |
| 1             | جوناس فينجارد        | Team Visma \| Lease a Bike            | 4 س 01 د 27 ث |               |
| 2             | ويلكو كيليرمان       | Team Visma \| Lease a Bike            | + 24 ث        |               |
| 3             | دييغو يليسي          | فريق الإمارات                         | + 25 ث        |               |
| 4             | رومان جريجوار        | إف دي جي                              | + 33 ث        |               |
| 5             | ماغنوس شيفيلد        | فريق إنيوس                            | + 37 ث        |               |
| 6             | Edoardo Zambanini ‏   | فريق البحرين ميريدا للدراجات الهوائية | + 45 ث        |               |
| 7             | Yannis Voisard ‏      | سويس ريسينغ أكادمي ‏                   | + 49 ث        |               |
| 8             | ماتج موهوريك         | فريق البحرين ميريدا للدراجات الهوائية | + 49 ث        |               |
| 9             | ميكيل فروليش أونوريه | إي أف إديوكيشن نيبو                   | + 49 ث        |               |
| 10            | فيليكس جروس شارتنر   | فريق الإمارات                         | + 50 ث        |               |
|               |                      |                                       |               |               |
|               |                      |                                       |               |               |

### مرحلة 3
هي مرحلة جبلية، أقيمت في 14 أغسطس 2024، وامتدّت لمسافة 156.5 كيلومتر. فاز بالمركز الأول Thibau Nys ‏، أما ترتيب الفرق، فقد فاز به فريق الإمارات، وتصدر ترتيب التسلق Michał Paluta ‏، وتصدر ترتيب السرعة دييغو يليسي، وتصدر تصنيف القتال Szymon Sajnok ‏، وتصدر الترتيب العام جوناس فينجارد.
| التصنيف العام | التصنيف العام        | التصنيف العام                         | التصنيف العام | التصنيف العام |
| العداء        | العداء               | الفريق                                | الوقت         |               |
| ------------- | -------------------- | ------------------------------------- | ------------- | ------------- |
| 1             | جوناس فينجارد        | Team Visma \| Lease a Bike            | 8 س 04 د 48 ث |               |
| 2             | دييغو يليسي          | فريق الإمارات                         | + 19 ث        |               |
| 3             | ويلكو كيليرمان       | Team Visma \| Lease a Bike            | + 20 ث        |               |
| 4             | رومان جريجوار        | إف دي جي                              | + 33 ث        |               |
| 5             | ماغنوس شيفيلد        | فريق إنيوس                            | + 37 ث        |               |
| 6             | Edoardo Zambanini ‏   | فريق البحرين ميريدا للدراجات الهوائية | + 45 ث        |               |
| 7             | Yannis Voisard ‏      | سويس ريسينغ أكادمي ‏                   | + 49 ث        |               |
| 8             | ماتج موهوريك         | فريق البحرين ميريدا للدراجات الهوائية | + 49 ث        |               |
| 9             | ميكيل فروليش أونوريه | إي أف إديوكيشن نيبو                   | + 49 ث        |               |
| 10            | فيليكس جروس شارتنر   | فريق الإمارات                         | + 50 ث        |               |
|               |                      |                                       |               |               |
|               |                      |                                       |               |               |

### مرحلة 4
هي مرحلة مستوية، أقيمت في 15 أغسطس 2024، وامتدّت لمسافة 195.3 كيلومتر. فاز بالمركز الأول Olav Kooij ‏، أما ترتيب الفرق، فقد فاز به فريق الإمارات، وتصدر تصنيف القتال Szymon Sajnok ‏، وتصدر ترتيب التسلق Michał Paluta ‏، وتصدر ترتيب السرعة دييغو يليسي، وتصدر الترتيب العام جوناس فينجارد.
| التصنيف العام | التصنيف العام        | التصنيف العام                         | التصنيف العام  | التصنيف العام |
| العداء        | العداء               | الفريق                                | الوقت          |               |
| ------------- | -------------------- | ------------------------------------- | -------------- | ------------- |
| 1             | جوناس فينجارد        | Team Visma \| Lease a Bike            | 12 س 51 د 08 ث |               |
| 2             | دييغو يليسي          | فريق الإمارات                         | + 19 ث         |               |
| 3             | ويلكو كيليرمان       | Team Visma \| Lease a Bike            | + 20 ث         |               |
| 4             | رومان جريجوار        | إف دي جي                              | + 33 ث         |               |
| 5             | ماغنوس شيفيلد        | فريق إنيوس                            | + 37 ث         |               |
| 6             | ماتج موهوريك         | فريق البحرين ميريدا للدراجات الهوائية | + 44 ث         |               |
| 7             | Edoardo Zambanini ‏   | فريق البحرين ميريدا للدراجات الهوائية | + 44 ث         |               |
| 8             | Yannis Voisard ‏      | سويس ريسينغ أكادمي ‏                   | + 49 ث         |               |
| 9             | ميكيل فروليش أونوريه | إي أف إديوكيشن نيبو                   | + 49 ث         |               |
| 10            | فيليكس جروس شارتنر   | فريق الإمارات                         | + 50 ث         |               |
|               |                      |                                       |                |               |
|               |                      |                                       |                |               |

### مرحلة 5
هي مرحلة مستوية، أقيمت في 16 أغسطس 2024، وامتدّت لمسافة 187.6 كيلومتر. فاز بالمركز الأول تيم ميرلير، وتصدر تصنيف القتال Norbert Banaszek ‏، وتصدر ترتيب التسلق Michał Paluta ‏، وتصدر ترتيب السرعة دييغو يليسي، أما ترتيب الفرق، فقد فاز به فريق الإمارات، وتصدر الترتيب العام جوناس فينجارد.
| التصنيف العام | التصنيف العام        | التصنيف العام                         | التصنيف العام  | التصنيف العام |
| العداء        | العداء               | الفريق                                | الوقت          |               |
| ------------- | -------------------- | ------------------------------------- | -------------- | ------------- |
| 1             | جوناس فينجارد        | Team Visma \| Lease a Bike            | 16 س 58 د 08 ث |               |
| 2             | دييغو يليسي          | فريق الإمارات                         | + 19 ث         |               |
| 3             | ويلكو كيليرمان       | Team Visma \| Lease a Bike            | + 20 ث         |               |
| 4             | رومان جريجوار        | إف دي جي                              | + 33 ث         |               |
| 5             | ماغنوس شيفيلد        | فريق إنيوس                            | + 37 ث         |               |
| 6             | ماتج موهوريك         | فريق البحرين ميريدا للدراجات الهوائية | + 44 ث         |               |
| 7             | Edoardo Zambanini ‏   | فريق البحرين ميريدا للدراجات الهوائية | + 44 ث         |               |
| 8             | Yannis Voisard ‏      | سويس ريسينغ أكادمي ‏                   | + 49 ث         |               |
| 9             | ميكيل فروليش أونوريه | إي أف إديوكيشن نيبو                   | + 49 ث         |               |
| 10            | فيليكس جروس شارتنر   | فريق الإمارات                         | + 50 ث         |               |
|               |                      |                                       |                |               |
|               |                      |                                       |                |               |

### مرحلة 6
هي مرحلة جبلية، أقيمت في 17 أغسطس 2024، وامتدّت لمسافة 183.2 كيلومتر. فاز بالمركز الأول Thibau Nys ‏، وتصدر تصنيف القتال Norbert Banaszek ‏، وتصدر ترتيب التسلق Michał Paluta ‏، وتصدر ترتيب السرعة دييغو يليسي، أما ترتيب الفرق، فقد فاز به فريق الإمارات، وتصدر الترتيب العام جوناس فينجارد.
| التصنيف العام | التصنيف العام        | التصنيف العام                         | التصنيف العام  | التصنيف العام |
| العداء        | العداء               | الفريق                                | الوقت          |               |
| ------------- | -------------------- | ------------------------------------- | -------------- | ------------- |
| 1             | جوناس فينجارد        | Team Visma \| Lease a Bike            | 21 س 22 د 14 ث |               |
| 2             | دييغو يليسي          | فريق الإمارات                         | + 13 ث         |               |
| 3             | ويلكو كيليرمان       | Team Visma \| Lease a Bike            | + 20 ث         |               |
| 4             | رومان جريجوار        | إف دي جي                              | + 33 ث         |               |
| 5             | ماغنوس شيفيلد        | فريق إنيوس                            | + 37 ث         |               |
| 6             | ماتج موهوريك         | فريق البحرين ميريدا للدراجات الهوائية | + 44 ث         |               |
| 7             | Edoardo Zambanini ‏   | فريق البحرين ميريدا للدراجات الهوائية | + 44 ث         |               |
| 8             | Yannis Voisard ‏      | سويس ريسينغ أكادمي ‏                   | + 49 ث         |               |
| 9             | ميكيل فروليش أونوريه | إي أف إديوكيشن نيبو                   | + 49 ث         |               |
| 10            | Oscar Onley ‏         | سنويب                                 | + 53 ث         |               |
|               |                      |                                       |                |               |
|               |                      |                                       |                |               |

### مرحلة 7
هي مرحلة مستوية، أقيمت في 18 أغسطس 2024، وامتدّت لمسافة 142.1 كيلومتر. فاز بالمركز الأول Olav Kooij ‏، وتصدر تصنيف القتال Norbert Banaszek ‏، أما ترتيب الفرق، فقد فاز به فريق الإمارات، وتصدر ترتيب التسلق Michał Paluta ‏، وتصدر ترتيب السرعة دييغو يليسي، وتصدر الترتيب العام جوناس فينجارد.

## المشاركون
| Bahrain Victorious TBV | Bahrain Victorious TBV | Bahrain Victorious TBV |
| ---------------------- | ---------------------- | ---------------------- |
| م                      | عداء                   | مرتبة                  |
| 1                      | ماتج موهوريك           | 6                      |
| 2                      | بيلو بلباو             | 35                     |
| 3                      | فل بوهوس               | 125                    |
| 4                      | أندريا باسكولون        | 81                     |
| 5                      | Łukasz Wiśniowski ‏     | 98                     |
| 6                      | فرد رايت               | 29                     |
| 7                      | Edoardo Zambanini ‏     | 7                      |

| Alpecin-Deceuninck ADC | Alpecin-Deceuninck ADC | Alpecin-Deceuninck ADC |
| ---------------------- | ---------------------- | ---------------------- |
| م                      | عداء                   | مرتبة                  |
| 11                     | سيلفان ديلير           | 51                     |
| 12                     | Timo Kielich ‏          | 101                    |
| 13                     | Senne Leysen ‏          | 87                     |
| 14                     | Lars Boven ‏            | لم يكمل السباق-3       |
| 15                     | Nicola Conci ‏          | لم يكمل السباق-4       |
| 16                     | جنسن بلاورايت ‏         | 83                     |
| 17                     | رامون سينكلدام         | 113                    |

| Arkéa-B&B Hotels ARK | Arkéa-B&B Hotels ARK | Arkéa-B&B Hotels ARK |
| -------------------- | -------------------- | -------------------- |
| م                    | عداء                 | مرتبة                |
| 21                   | دايفيد ديكر          | 105                  |
| 22                   | Raúl García Pierna ‏  | 11                   |
| 23                   | Donavan Grondin ‏     | 103                  |
| 24                   | ألان ريو ‏            | 110                  |
| 25                   | مايلز سكوتسون        | لم يكمل السباق-4     |
| 26                   | فلوريان سينيشال      | 78                   |
| 27                   | Alessandro Verre ‏    | 16                   |

| Astana Qazaqstan Team AST | Astana Qazaqstan Team AST         | Astana Qazaqstan Team AST |
| ------------------------- | --------------------------------- | ------------------------- |
| م                         | عداء                              | مرتبة                     |
| 31                        | دافيد باليريني                    | لم يكمل السباق-3          |
| 32                        | Samuele Battistella ‏              | 48                        |
| 33                        | ديمتري غروزديف (طريق و زمني فردي) | 123                       |
| 34                        | هنوك مولوبرهان ‏ (طريق)            | 67                        |
| 35                        | كريستيان سكاروني ‏                 | لم يكمل السباق-5          |
| 36                        | Anton Kuzmin ‏                     | 59                        |
| 37                        | Michele Gazzoli ‏                  | لم يكمل السباق-3          |

| Cofidis COF | Cofidis COF            | Cofidis COF      |
| ----------- | ---------------------- | ---------------- |
| م           | عداء                   | مرتبة            |
| 41          | Stanisław Aniołkowski ‏ | 94               |
| 42          | Nicolas Debeaumarché ‏  | لم يكمل السباق-3 |
| 43          | ايمي دي جندت           | 42               |
| 44          | بن هيرمانز             | 14               |
| 45          | Alexis Renard ‏         | 106              |
| 46          | Ludovic Robeet ‏        | 79               |
| 47          | Harrison Wood ‏         | 32               |

| Decathlon-AG2R La Mondiale DAT | Decathlon-AG2R La Mondiale DAT | Decathlon-AG2R La Mondiale DAT |
| ------------------------------ | ------------------------------ | ------------------------------ |
| م                              | عداء                           | مرتبة                          |
| 51                             | Aurélien Paret-Peintre ‏        | 13                             |
| 52                             | سام بينيت                      | لم يكمل السباق-7               |
| 53                             | إيدفالد بواسون هاغن            | 89                             |
| 54                             | Stan Dewulf ‏                   | 22                             |
| 55                             | Pierre Gautherat ‏              | لم يكمل السباق-4               |
| 56                             | أوليفر ناسن                    | 66                             |
| 57                             | دامين توزي                     | 50                             |

| EF Education-EasyPost EFE | EF Education-EasyPost EFE | EF Education-EasyPost EFE |
| ------------------------- | ------------------------- | ------------------------- |
| م                         | عداء                      | مرتبة                     |
| 61                        | ميكيل فروليش أونوريه      | 9                         |
| 62                        | Lukas Nerurkar ‏           | 36                        |
| 63                        | Jack Rootkin-Gray ‏        | 108                       |
| 64                        | Jonas Rutsch ‏             | 58                        |
| 65                        | آرشي ريان ‏                | 27                        |
| 66                        | Yuhi Todome ‏              | لم يكمل السباق-3          |
| 67                        | مايكل فالغرين             | 57                        |

| Groupama-FDJ GFC | Groupama-FDJ GFC         | Groupama-FDJ GFC |
| ---------------- | ------------------------ | ---------------- |
| م                | عداء                     | مرتبة            |
| 71               | Lewis Askey ‏             | لم يكمل السباق-5 |
| 72               | Clément Davy ‏            | 71               |
| 73               | رومان جريجوار            | 4                |
| 74               | Fabian Lienhard ‏         | 88               |
| 75               | Laurence Pithie ‏         | 92               |
| 76               | كليمنت روسو              | 84               |
| 77               | Samuel Watson (cyclist) ‏ | 65               |

| Ineos Grenadiers IGD | Ineos Grenadiers IGD | Ineos Grenadiers IGD |
| -------------------- | -------------------- | -------------------- |
| م                    | عداء                 | مرتبة                |
| 81                   | توبياس فوس           | 39                   |
| 82                   | سالفاتوري بوتشيو     | 69                   |
| 83                   | ماغنوس شيفيلد        | 5                    |
| 84                   | بن سويفت             | 70                   |
| 85                   | كونور سويفت          | 63                   |
| 86                   | بن تورنر             | لم يبدأ-5            |
| 87                   | Cameron Wurf ‏        | 95                   |

| Intermarché-Wanty IWA | Intermarché-Wanty IWA      | Intermarché-Wanty IWA |
| --------------------- | -------------------------- | --------------------- |
| م                     | عداء                       | مرتبة                 |
| 91                    | Francesco Busatto ‏         | 23                    |
| 92                    | Rune Herregodts ‏           | لم يكمل السباق-3      |
| 93                    | أدريان بيتي                | 119                   |
| 94                    | ديون سميث                  | 49                    |
| 95                    | جيربن تايسن ‏               | 120                   |
| 96                    | Gijs Van Hoecke ‏           | 107                   |
| 97                    | Roel van Sintmaartensdijk ‏ | 75                    |

| Lidl-Trek LTK | Lidl-Trek LTK                  | Lidl-Trek LTK    |
| ------------- | ------------------------------ | ---------------- |
| م             | عداء                           | مرتبة            |
| 101           | Andrea Bagioli ‏                | 34               |
| 102           | ريان جيبونز (طريق و زمني فردي) | لم يكمل السباق-3 |
| 103           | اليكس كيرش                     | 100              |
| 104           | Thibau Nys ‏                    | 31               |
| 105           | مادس بيدرسن                    | لم يكمل السباق-6 |
| 106           | إدوارد ثيونس                   | 76               |
| 107           | Tim Declercq ‏                  | 74               |

| Movistar Team MOV | Movistar Team MOV | Movistar Team MOV |
| ----------------- | ----------------- | ----------------- |
| م                 | عداء              | مرتبة             |
| 111               | ويل بارتا         | 12                |
| 112               | ريمي كافانيا      | 56                |
| 113               | دافيد سيمولاي     | 118               |
| 114               | دافيد فورمولو     | 37                |
| 115               | جون جاكوبس        | 52                |
| 116               | Lorenzo Milesi ‏   | لم يبدأ-4         |
| 117               | غونزالو سيرانو    | 40                |

| Red Bull-Bora-Hansgrohe RBH | Red Bull-Bora-Hansgrohe RBH | Red Bull-Bora-Hansgrohe RBH |
| --------------------------- | --------------------------- | --------------------------- |
| م                           | عداء                        | مرتبة                       |
| 121                         | تشيزاري بينديتي             | 86                          |
| 122                         | Jordi Meeus ‏                | 121                         |
| 123                         | ريان مولين                  | 96                          |
| 124                         | ماكسيميليان شاخمان          | لم يبدأ-4                   |
| 125                         | Frederik Wandahl ‏           | 30                          |
| 126                         | Filip Maciejuk ‏ (زمني فردي) | 68                          |
| 127                         | داني فان بوبيل              | 117                         |

| Soudal Quick-Step SOQ | Soudal Quick-Step SOQ | Soudal Quick-Step SOQ |
| --------------------- | --------------------- | --------------------- |
| م                     | عداء                  | مرتبة                 |
| 131                   | Ayco Bastiaens ‏       | 115                   |
| 132                   | Paul Magnier ‏         | 46                    |
| 133                   | تيم ميرلير            | 112                   |
| 134                   | Pepijn Reinderink ‏    | 54                    |
| 135                   | Martin Svrček ‏        | 45                    |
| 136                   | Bert Van Lerberghe ‏   | 111                   |
| 137                   | Warre Vangheluwe ‏     | لم يكمل السباق-6      |

| Team dsm-firmenich PostNL DFP | Team dsm-firmenich PostNL DFP | Team dsm-firmenich PostNL DFP |
| ----------------------------- | ----------------------------- | ----------------------------- |
| م                             | عداء                          | مرتبة                         |
| 141                           | رومان بارديه                  | 38                            |
| 142                           | رومان كومبو                   | 62                            |
| 144                           | Patrick Eddy ‏                 | 90                            |
| 145                           | Niklas Märkl ‏                 | 102                           |
| 146                           | Oscar Onley ‏                  | 10                            |
| 147                           | Casper van Uden ‏              | 82                            |
| 148                           | Bram Welten ‏                  | 93                            |

| Team Jayco AlUla JAY | Team Jayco AlUla JAY           | Team Jayco AlUla JAY |
| -------------------- | ------------------------------ | -------------------- |
| م                    | عداء                           | مرتبة                |
| 151                  | كاليب إيوان                    | لم يكمل السباق-7     |
| 152                  | Elmar Reinders ‏                | 80                   |
| 153                  | اموند جروندل يانسن             | لم يكمل السباق-7     |
| 154                  | Jan Maas (cyclist, born 1996) ‏ | 47                   |
| 155                  | جيسوس دايفيد بينيا ‏            | 24                   |
| 156                  | Blake Quick ‏                   | 126                  |
| 157                  | لوكاس هاميلتون                 | لم يكمل السباق-7     |

| Team Visma \| Lease a Bike TVL | Team Visma \| Lease a Bike TVL | Team Visma \| Lease a Bike TVL |
| ------------------------------ | ------------------------------ | ------------------------------ |
| م                              | عداء                           | مرتبة                          |
| 161                            | جوناس فينجارد                  | 1                              |
| 162                            | ويلكو كيليرمان                 | 3                              |
| 163                            | بير ستراند هاجينز              | 73                             |
| 164                            | Olav Kooij ‏                    | 99                             |
| 165                            | Koen Bouwman ‏                  | 61                             |
| 166                            | توش فان دير ساندي              | 124                            |
| 167                            | Mick van Dijke ‏                | 53                             |

| UAE Team Emirates UAD | UAE Team Emirates UAD  | UAE Team Emirates UAD |
| --------------------- | ---------------------- | --------------------- |
| م                     | عداء                   | مرتبة                 |
| 171                   | Jan Christen ‏          | 15                    |
| 172                   | فيليكس جروس شارتنر     | 17                    |
| 173                   | فيجارد ستيك لاينجن     | لم يبدأ-3             |
| 174                   | رافال مايكا            | 18                    |
| 175                   | خوان سباستيان مولانو   | لم يبدأ-2             |
| 176                   | دييغو يليسي            | 2                     |
| 177                   | تيم فيلانز (زمني فردي) | 25                    |

| Israel-Premier Tech IPT | Israel-Premier Tech IPT | Israel-Premier Tech IPT |
| ----------------------- | ----------------------- | ----------------------- |
| م                       | عداء                    | مرتبة                   |
| 181                     | باسكال أكرمان           | لم يكمل السباق-7        |
| 182                     | ويليام بويفن            | 72                      |
| 183                     | جاكوب فوجلسانج          | 21                      |
| 184                     | هوغو هول                | 19                      |
| 185                     | كريستس نيولاندز         | 43                      |
| 186                     | ميكل شوارزمان           | 109                     |
| 187                     | جيك ستيوارت             | 55                      |

| فريق الدراجات Q36.5 ‏ Q36 | فريق الدراجات Q36.5 ‏ Q36 | فريق الدراجات Q36.5 ‏ Q36 |
| ------------------------ | ------------------------ | ------------------------ |
| م                        | عداء                     | مرتبة                    |
| 191                      | Xabier Azparren ‏         | لم يكمل السباق-7         |
| 192                      | مارك دونوفان             | 20                       |
| 193                      | جيانلوكا برامبيلا        | لم يبدأ-5                |
| 194                      | Joey Rosskopf ‏           | 64                       |
| 195                      | Szymon Sajnok ‏           | لم يبدأ-5                |
| 196                      | كارل فريدريك هاغن        | 26                       |
| 197                      | Negasi Haylu Abreha ‏     | 60                       |

| سويس ريسينغ أكادمي ‏ TUD | سويس ريسينغ أكادمي ‏ TUD | سويس ريسينغ أكادمي ‏ TUD |
| ----------------------- | ----------------------- | ----------------------- |
| م                       | عداء                    | مرتبة                   |
| 201                     | Alberto Dainese ‏        | 91                      |
| 202                     | Robin Froidevaux ‏       | 122                     |
| 203                     | Petr Kelemen ‏           | 85                      |
| 204                     | ريك بلومرز ‏             | 41                      |
| 205                     | Roland Thalmann ‏        | 77                      |
| 206                     | Yannis Voisard ‏         | 8                       |
| 207                     | Luc Wirtgen ‏            | 33                      |

| فريق بولندا لركوب الدراجات ‏ POL | فريق بولندا لركوب الدراجات ‏ POL | فريق بولندا لركوب الدراجات ‏ POL |
| ------------------------------- | ------------------------------- | ------------------------------- |
| م                               | عداء                            | مرتبة                           |
| 211                             | Marcin Budziński (cyclist) ‏     | 44                              |
| 212                             | Michał Paluta ‏                  | 97                              |
| 213                             | Norbert Banaszek ‏               | 114                             |
| 214                             | Piotr Pękala ‏                   | 28                              |
| 215                             | Radosław Frątczak ‏              | 127                             |
| 216                             | Mateusz Kostański ‏              | 104                             |
| 217                             | Kacper Gieryk ‏                  | 116                             |

| Bahrain Victorious TBV | Bahrain Victorious TBV | Bahrain Victorious TBV |
| ---------------------- | ---------------------- | ---------------------- |
| م                      | عداء                   | مرتبة                  |
| 1                      | ماتج موهوريك           | 6                      |
| 2                      | بيلو بلباو             | 35                     |
| 3                      | فل بوهوس               | 125                    |
| 4                      | أندريا باسكولون        | 81                     |
| 5                      | Łukasz Wiśniowski ‏     | 98                     |
| 6                      | فرد رايت               | 29                     |
| 7                      | Edoardo Zambanini ‏     | 7                      |

| Alpecin-Deceuninck ADC | Alpecin-Deceuninck ADC | Alpecin-Deceuninck ADC |
| ---------------------- | ---------------------- | ---------------------- |
| م                      | عداء                   | مرتبة                  |
| 11                     | سيلفان ديلير           | 51                     |
| 12                     | Timo Kielich ‏          | 101                    |
| 13                     | Senne Leysen ‏          | 87                     |
| 14                     | Lars Boven ‏            | لم يكمل السباق-3       |
| 15                     | Nicola Conci ‏          | لم يكمل السباق-4       |
| 16                     | جنسن بلاورايت ‏         | 83                     |
| 17                     | رامون سينكلدام         | 113                    |

| Arkéa-B&B Hotels ARK | Arkéa-B&B Hotels ARK | Arkéa-B&B Hotels ARK |
| -------------------- | -------------------- | -------------------- |
| م                    | عداء                 | مرتبة                |
| 21                   | دايفيد ديكر          | 105                  |
| 22                   | Raúl García Pierna ‏  | 11                   |
| 23                   | Donavan Grondin ‏     | 103                  |
| 24                   | ألان ريو ‏            | 110                  |
| 25                   | مايلز سكوتسون        | لم يكمل السباق-4     |
| 26                   | فلوريان سينيشال      | 78                   |
| 27                   | Alessandro Verre ‏    | 16                   |

| Astana Qazaqstan Team AST | Astana Qazaqstan Team AST         | Astana Qazaqstan Team AST |
| ------------------------- | --------------------------------- | ------------------------- |
| م                         | عداء                              | مرتبة                     |
| 31                        | دافيد باليريني                    | لم يكمل السباق-3          |
| 32                        | Samuele Battistella ‏              | 48                        |
| 33                        | ديمتري غروزديف (طريق و زمني فردي) | 123                       |
| 34                        | هنوك مولوبرهان ‏ (طريق)            | 67                        |
| 35                        | كريستيان سكاروني ‏                 | لم يكمل السباق-5          |
| 36                        | Anton Kuzmin ‏                     | 59                        |
| 37                        | Michele Gazzoli ‏                  | لم يكمل السباق-3          |

| Cofidis COF | Cofidis COF            | Cofidis COF      |
| ----------- | ---------------------- | ---------------- |
| م           | عداء                   | مرتبة            |
| 41          | Stanisław Aniołkowski ‏ | 94               |
| 42          | Nicolas Debeaumarché ‏  | لم يكمل السباق-3 |
| 43          | ايمي دي جندت           | 42               |
| 44          | بن هيرمانز             | 14               |
| 45          | Alexis Renard ‏         | 106              |
| 46          | Ludovic Robeet ‏        | 79               |
| 47          | Harrison Wood ‏         | 32               |

| Decathlon-AG2R La Mondiale DAT | Decathlon-AG2R La Mondiale DAT | Decathlon-AG2R La Mondiale DAT |
| ------------------------------ | ------------------------------ | ------------------------------ |
| م                              | عداء                           | مرتبة                          |
| 51                             | Aurélien Paret-Peintre ‏        | 13                             |
| 52                             | سام بينيت                      | لم يكمل السباق-7               |
| 53                             | إيدفالد بواسون هاغن            | 89                             |
| 54                             | Stan Dewulf ‏                   | 22                             |
| 55                             | Pierre Gautherat ‏              | لم يكمل السباق-4               |
| 56                             | أوليفر ناسن                    | 66                             |
| 57                             | دامين توزي                     | 50                             |

| EF Education-EasyPost EFE | EF Education-EasyPost EFE | EF Education-EasyPost EFE |
| ------------------------- | ------------------------- | ------------------------- |
| م                         | عداء                      | مرتبة                     |
| 61                        | ميكيل فروليش أونوريه      | 9                         |
| 62                        | Lukas Nerurkar ‏           | 36                        |
| 63                        | Jack Rootkin-Gray ‏        | 108                       |
| 64                        | Jonas Rutsch ‏             | 58                        |
| 65                        | آرشي ريان ‏                | 27                        |
| 66                        | Yuhi Todome ‏              | لم يكمل السباق-3          |
| 67                        | مايكل فالغرين             | 57                        |

| Groupama-FDJ GFC | Groupama-FDJ GFC         | Groupama-FDJ GFC |
| ---------------- | ------------------------ | ---------------- |
| م                | عداء                     | مرتبة            |
| 71               | Lewis Askey ‏             | لم يكمل السباق-5 |
| 72               | Clément Davy ‏            | 71               |
| 73               | رومان جريجوار            | 4                |
| 74               | Fabian Lienhard ‏         | 88               |
| 75               | Laurence Pithie ‏         | 92               |
| 76               | كليمنت روسو              | 84               |
| 77               | Samuel Watson (cyclist) ‏ | 65               |

| Ineos Grenadiers IGD | Ineos Grenadiers IGD | Ineos Grenadiers IGD |
| -------------------- | -------------------- | -------------------- |
| م                    | عداء                 | مرتبة                |
| 81                   | توبياس فوس           | 39                   |
| 82                   | سالفاتوري بوتشيو     | 69                   |
| 83                   | ماغنوس شيفيلد        | 5                    |
| 84                   | بن سويفت             | 70                   |
| 85                   | كونور سويفت          | 63                   |
| 86                   | بن تورنر             | لم يبدأ-5            |
| 87                   | Cameron Wurf ‏        | 95                   |

| Intermarché-Wanty IWA | Intermarché-Wanty IWA      | Intermarché-Wanty IWA |
| --------------------- | -------------------------- | --------------------- |
| م                     | عداء                       | مرتبة                 |
| 91                    | Francesco Busatto ‏         | 23                    |
| 92                    | Rune Herregodts ‏           | لم يكمل السباق-3      |
| 93                    | أدريان بيتي                | 119                   |
| 94                    | ديون سميث                  | 49                    |
| 95                    | جيربن تايسن ‏               | 120                   |
| 96                    | Gijs Van Hoecke ‏           | 107                   |
| 97                    | Roel van Sintmaartensdijk ‏ | 75                    |

| Lidl-Trek LTK | Lidl-Trek LTK                  | Lidl-Trek LTK    |
| ------------- | ------------------------------ | ---------------- |
| م             | عداء                           | مرتبة            |
| 101           | Andrea Bagioli ‏                | 34               |
| 102           | ريان جيبونز (طريق و زمني فردي) | لم يكمل السباق-3 |
| 103           | اليكس كيرش                     | 100              |
| 104           | Thibau Nys ‏                    | 31               |
| 105           | مادس بيدرسن                    | لم يكمل السباق-6 |
| 106           | إدوارد ثيونس                   | 76               |
| 107           | Tim Declercq ‏                  | 74               |

| Movistar Team MOV | Movistar Team MOV | Movistar Team MOV |
| ----------------- | ----------------- | ----------------- |
| م                 | عداء              | مرتبة             |
| 111               | ويل بارتا         | 12                |
| 112               | ريمي كافانيا      | 56                |
| 113               | دافيد سيمولاي     | 118               |
| 114               | دافيد فورمولو     | 37                |
| 115               | جون جاكوبس        | 52                |
| 116               | Lorenzo Milesi ‏   | لم يبدأ-4         |
| 117               | غونزالو سيرانو    | 40                |

| Red Bull-Bora-Hansgrohe RBH | Red Bull-Bora-Hansgrohe RBH | Red Bull-Bora-Hansgrohe RBH |
| --------------------------- | --------------------------- | --------------------------- |
| م                           | عداء                        | مرتبة                       |
| 121                         | تشيزاري بينديتي             | 86                          |
| 122                         | Jordi Meeus ‏                | 121                         |
| 123                         | ريان مولين                  | 96                          |
| 124                         | ماكسيميليان شاخمان          | لم يبدأ-4                   |
| 125                         | Frederik Wandahl ‏           | 30                          |
| 126                         | Filip Maciejuk ‏ (زمني فردي) | 68                          |
| 127                         | داني فان بوبيل              | 117                         |

| Soudal Quick-Step SOQ | Soudal Quick-Step SOQ | Soudal Quick-Step SOQ |
| --------------------- | --------------------- | --------------------- |
| م                     | عداء                  | مرتبة                 |
| 131                   | Ayco Bastiaens ‏       | 115                   |
| 132                   | Paul Magnier ‏         | 46                    |
| 133                   | تيم ميرلير            | 112                   |
| 134                   | Pepijn Reinderink ‏    | 54                    |
| 135                   | Martin Svrček ‏        | 45                    |
| 136                   | Bert Van Lerberghe ‏   | 111                   |
| 137                   | Warre Vangheluwe ‏     | لم يكمل السباق-6      |

| Team dsm-firmenich PostNL DFP | Team dsm-firmenich PostNL DFP | Team dsm-firmenich PostNL DFP |
| ----------------------------- | ----------------------------- | ----------------------------- |
| م                             | عداء                          | مرتبة                         |
| 141                           | رومان بارديه                  | 38                            |
| 142                           | رومان كومبو                   | 62                            |
| 144                           | Patrick Eddy ‏                 | 90                            |
| 145                           | Niklas Märkl ‏                 | 102                           |
| 146                           | Oscar Onley ‏                  | 10                            |
| 147                           | Casper van Uden ‏              | 82                            |
| 148                           | Bram Welten ‏                  | 93                            |

| Team Jayco AlUla JAY | Team Jayco AlUla JAY           | Team Jayco AlUla JAY |
| -------------------- | ------------------------------ | -------------------- |
| م                    | عداء                           | مرتبة                |
| 151                  | كاليب إيوان                    | لم يكمل السباق-7     |
| 152                  | Elmar Reinders ‏                | 80                   |
| 153                  | اموند جروندل يانسن             | لم يكمل السباق-7     |
| 154                  | Jan Maas (cyclist, born 1996) ‏ | 47                   |
| 155                  | جيسوس دايفيد بينيا ‏            | 24                   |
| 156                  | Blake Quick ‏                   | 126                  |
| 157                  | لوكاس هاميلتون                 | لم يكمل السباق-7     |

| Team Visma \| Lease a Bike TVL | Team Visma \| Lease a Bike TVL | Team Visma \| Lease a Bike TVL |
| ------------------------------ | ------------------------------ | ------------------------------ |
| م                              | عداء                           | مرتبة                          |
| 161                            | جوناس فينجارد                  | 1                              |
| 162                            | ويلكو كيليرمان                 | 3                              |
| 163                            | بير ستراند هاجينز              | 73                             |
| 164                            | Olav Kooij ‏                    | 99                             |
| 165                            | Koen Bouwman ‏                  | 61                             |
| 166                            | توش فان دير ساندي              | 124                            |
| 167                            | Mick van Dijke ‏                | 53                             |

| UAE Team Emirates UAD | UAE Team Emirates UAD  | UAE Team Emirates UAD |
| --------------------- | ---------------------- | --------------------- |
| م                     | عداء                   | مرتبة                 |
| 171                   | Jan Christen ‏          | 15                    |
| 172                   | فيليكس جروس شارتنر     | 17                    |
| 173                   | فيجارد ستيك لاينجن     | لم يبدأ-3             |
| 174                   | رافال مايكا            | 18                    |
| 175                   | خوان سباستيان مولانو   | لم يبدأ-2             |
| 176                   | دييغو يليسي            | 2                     |
| 177                   | تيم فيلانز (زمني فردي) | 25                    |

| Israel-Premier Tech IPT | Israel-Premier Tech IPT | Israel-Premier Tech IPT |
| ----------------------- | ----------------------- | ----------------------- |
| م                       | عداء                    | مرتبة                   |
| 181                     | باسكال أكرمان           | لم يكمل السباق-7        |
| 182                     | ويليام بويفن            | 72                      |
| 183                     | جاكوب فوجلسانج          | 21                      |
| 184                     | هوغو هول                | 19                      |
| 185                     | كريستس نيولاندز         | 43                      |
| 186                     | ميكل شوارزمان           | 109                     |
| 187                     | جيك ستيوارت             | 55                      |

| فريق الدراجات Q36.5 ‏ Q36 | فريق الدراجات Q36.5 ‏ Q36 | فريق الدراجات Q36.5 ‏ Q36 |
| ------------------------ | ------------------------ | ------------------------ |
| م                        | عداء                     | مرتبة                    |
| 191                      | Xabier Azparren ‏         | لم يكمل السباق-7         |
| 192                      | مارك دونوفان             | 20                       |
| 193                      | جيانلوكا برامبيلا        | لم يبدأ-5                |
| 194                      | Joey Rosskopf ‏           | 64                       |
| 195                      | Szymon Sajnok ‏           | لم يبدأ-5                |
| 196                      | كارل فريدريك هاغن        | 26                       |
| 197                      | Negasi Haylu Abreha ‏     | 60                       |

| سويس ريسينغ أكادمي ‏ TUD | سويس ريسينغ أكادمي ‏ TUD | سويس ريسينغ أكادمي ‏ TUD |
| ----------------------- | ----------------------- | ----------------------- |
| م                       | عداء                    | مرتبة                   |
| 201                     | Alberto Dainese ‏        | 91                      |
| 202                     | Robin Froidevaux ‏       | 122                     |
| 203                     | Petr Kelemen ‏           | 85                      |
| 204                     | ريك بلومرز ‏             | 41                      |
| 205                     | Roland Thalmann ‏        | 77                      |
| 206                     | Yannis Voisard ‏         | 8                       |
| 207                     | Luc Wirtgen ‏            | 33                      |

| فريق بولندا لركوب الدراجات ‏ POL | فريق بولندا لركوب الدراجات ‏ POL | فريق بولندا لركوب الدراجات ‏ POL |
| ------------------------------- | ------------------------------- | ------------------------------- |
| م                               | عداء                            | مرتبة                           |
| 211                             | Marcin Budziński (cyclist) ‏     | 44                              |
| 212                             | Michał Paluta ‏                  | 97                              |
| 213                             | Norbert Banaszek ‏               | 114                             |
| 214                             | Piotr Pękala ‏                   | 28                              |
| 215                             | Radosław Frątczak ‏              | 127                             |
| 216                             | Mateusz Kostański ‏              | 104                             |
| 217                             | Kacper Gieryk ‏                  | 116                             |

## التصنيف العام النهائي
| التصنيف العام         | التصنيف العام        | التصنيف العام                         | التصنيف العام  | التصنيف العام |
| العداء                | العداء               | الفريق                                | الوقت          |               |
| --------------------- | -------------------- | ------------------------------------- | -------------- | ------------- |
| 1                     | جوناس فينجارد        | Team Visma \| Lease a Bike            | 24 س 26 د 22 ث |               |
| 2                     | دييغو يليسي          | فريق الإمارات                         | + 13 ث         |               |
| 3                     | ويلكو كيليرمان       | Team Visma \| Lease a Bike            | + 20 ث         |               |
| 4                     | رومان جريجوار        | إف دي جي                              | + 33 ث         |               |
| 5                     | ماغنوس شيفيلد        | فريق إنيوس                            | + 37 ث         |               |
| 6                     | ماتج موهوريك         | فريق البحرين ميريدا للدراجات الهوائية | + 44 ث         |               |
| 7                     | Edoardo Zambanini ‏   | فريق البحرين ميريدا للدراجات الهوائية | + 44 ث         |               |
| 8                     | Yannis Voisard ‏      | سويس ريسينغ أكادمي ‏                   | + 49 ث         |               |
| 9                     | ميكيل فروليش أونوريه | إي أف إديوكيشن نيبو                   | + 49 ث         |               |
| 10                    | Oscar Onley ‏         | سنويب                                 | + 53 ث         |               |
|                       |                      |                                       |                |               |
| مصدر: ProCyclingStats |                      |                                       |                |               |

### تصنيف النقاط
| تصنيف النقاط          | تصنيف النقاط   | تصنيف النقاط                          | تصنيف النقاط | تصنيف النقاط |
| العداء                | العداء         | الفريق                                | النقاط       |              |
| --------------------- | -------------- | ------------------------------------- | ------------ | ------------ |
| 1                     | دييغو يليسي    | فريق الإمارات                         | 68 نقطة      |              |
| 2                     | جوناس فينجارد  | Team Visma \| Lease a Bike            | 65 نقطة      |              |
| 3                     | ويلكو كيليرمان | Team Visma \| Lease a Bike            | 64 نقطة      |              |
| 4                     | Thibau Nys ‏    | تريك سيغافريدو                        | 60 نقطة      |              |
| 5                     | Olav Kooij ‏    | Team Visma \| Lease a Bike            | 58 نقطة      |              |
| 6                     | تيم ميرلير     | دكونيك كويك ستب                       | 55 نقطة      |              |
| 7                     | Jordi Meeus ‏   | بورا–هانسغروه                         | 51 نقطة      |              |
| 8                     | رومان جريجوار  | إف دي جي                              | 49 نقطة      |              |
| 9                     | ماغنوس شيفيلد  | فريق إنيوس                            | 48 نقطة      |              |
| 10                    | ماتج موهوريك   | فريق البحرين ميريدا للدراجات الهوائية | 46 نقطة      |              |
|                       |                |                                       |              |              |
| مصدر: ProCyclingStats |                |                                       |              |              |

### تصنيف الجبال
| تصنيف الجبال          | تصنيف الجبال                   | تصنيف الجبال                | تصنيف الجبال | تصنيف الجبال |
| العداء                | العداء                         | الفريق                      | النقاط       |              |
| --------------------- | ------------------------------ | --------------------------- | ------------ | ------------ |
| 1                     | Michał Paluta ‏                 | فريق بولندا لركوب الدراجات ‏ | 33 نقطة      |              |
| 2                     | سيلفان ديلير                   | البيسين فينيكس              | 17 نقطة      |              |
| 3                     | Jan Maas (cyclist, born 1996) ‏ | فريق جايكو-العلا            | 17 نقطة      |              |
| 4                     | دافيد فورمولو                  | موفيستار                    | 15 نقطة      |              |
| 5                     | آرشي ريان ‏                     | إي أف إديوكيشن نيبو         | 13 نقطة      |              |
| 6                     | Samuele Battistella ‏           | فريق آستانا                 | 12 نقطة      |              |
| 7                     | ويلكو كيليرمان                 | Team Visma \| Lease a Bike  | 7 نقطة       |              |
| 8                     | جوناس فينجارد                  | Team Visma \| Lease a Bike  | 5 نقطة       |              |
| 9                     | جون جاكوبس                     | موفيستار                    | 3 نقطة       |              |
| 10                    | Oscar Onley ‏                   | سنويب                       | 3 نقطة       |              |
|                       |                                |                             |              |              |
| مصدر: ProCyclingStats |                                |                             |              |              |

## تصنيف الفرق

### الفرق حسب الوقت
| تصنيف الفرق حسب الوقت | تصنيف الفرق حسب الوقت                 | تصنيف الفرق حسب الوقت | تصنيف الفرق حسب الوقت |
| الفريق                | الفريق                                | الوقت                 |                       |
| --------------------- | ------------------------------------- | --------------------- | --------------------- |
| 1                     | فريق الإمارات                         | 73 س 20 د 28 ث        |                       |
| 2                     | فريق البحرين ميريدا للدراجات الهوائية | + 5 د 05 ث            |                       |
| 3                     | إي أف إديوكيشن نيبو                   | + 7 د 40 ث            |                       |
| 4                     | Team Visma \| Lease a Bike            | + 14 د 34 ث           |                       |
| 5                     | فريق الدراجات Q36.5 ‏                  | + 15 د 28 ث           |                       |
| 6                     | موفيستار                              | + 17 د 22 ث           |                       |
| 7                     | إسرائيل - بريمير تيك                  | + 17 د 34 ث           |                       |
| 8                     | سويس ريسينغ أكادمي 2024 ‏              | + 18 د 40 ث           |                       |
| 9                     | كوفيديس                               | + 20 د 08 ث           |                       |
| 10                    | أيه إل أم                             | + 20 د 35 ث           |                       |
|                       |                                       |                       |                       |
| مصدر: ProCyclingStats |                                       |                       |                       |

## تصانيف فرعية

### تصنيف أفضل مقاتل
| تصنيف أفضل مقاتل      | تصنيف أفضل مقاتل               | تصنيف أفضل مقاتل                      | تصنيف أفضل مقاتل | تصنيف أفضل مقاتل |
| العداء                | العداء                         | الفريق                                | النقاط           |                  |
| --------------------- | ------------------------------ | ------------------------------------- | ---------------- | ---------------- |
| 1                     | Norbert Banaszek ‏              | فريق بولندا لركوب الدراجات ‏           | 11 نقطة          |                  |
| 2                     | Kacper Gieryk ‏                 | فريق بولندا لركوب الدراجات ‏           | 6 نقطة           |                  |
| 3                     | ماتج موهوريك                   | فريق البحرين ميريدا للدراجات الهوائية | 5 نقطة           |                  |
| 4                     | Jan Maas (cyclist, born 1996) ‏ | فريق جايكو-العلا                      | 4 نقطة           |                  |
| 5                     | دافيد فورمولو                  | موفيستار                              | 3 نقطة           |                  |
| 6                     | Marcin Budziński (cyclist) ‏    | فريق بولندا لركوب الدراجات ‏           | 3 نقطة           |                  |
| 7                     | Mick van Dijke ‏                | Team Visma \| Lease a Bike            | 3 نقطة           |                  |
| 8                     | جون جاكوبس                     | موفيستار                              | 3 نقطة           |                  |
| 9                     | Michał Paluta ‏                 | فريق بولندا لركوب الدراجات ‏           | 3 نقطة           |                  |
| 10                    | آرشي ريان ‏                     | إي أف إديوكيشن نيبو                   | 2 نقطة           |                  |
|                       |                                |                                       |                  |                  |
| مصدر: ProCyclingStats |                                |                                       |                  |                  |

### تصنيف أفضل عداء
| تصنيف أفضل عداء       | تصنيف أفضل عداء | تصنيف أفضل عداء                       | تصنيف أفضل عداء | تصنيف أفضل عداء |
| العداء                | العداء          | الفريق                                | النقاط          |                 |
| --------------------- | --------------- | ------------------------------------- | --------------- | --------------- |
| 1                     | دييغو يليسي     | فريق الإمارات                         | 68 نقطة         |                 |
| 2                     | جوناس فينجارد   | Team Visma \| Lease a Bike            | 65 نقطة         |                 |
| 3                     | ويلكو كيليرمان  | Team Visma \| Lease a Bike            | 64 نقطة         |                 |
| 4                     | Thibau Nys ‏     | تريك سيغافريدو                        | 60 نقطة         |                 |
| 5                     | Olav Kooij ‏     | Team Visma \| Lease a Bike            | 58 نقطة         |                 |
| 6                     | تيم ميرلير      | دكونيك كويك ستب                       | 55 نقطة         |                 |
| 7                     | Jordi Meeus ‏    | بورا–هانسغروه                         | 51 نقطة         |                 |
| 8                     | رومان جريجوار   | إف دي جي                              | 49 نقطة         |                 |
| 9                     | ماغنوس شيفيلد   | فريق إنيوس                            | 48 نقطة         |                 |
| 10                    | ماتج موهوريك    | فريق البحرين ميريدا للدراجات الهوائية | 46 نقطة         |                 |
|                       |                 |                                       |                 |                 |
| مصدر: ProCyclingStats |                 |                                       |                 |                 |

### تصنيف أفضل مقاتل
| تصنيف أفضل مقاتل      | تصنيف أفضل مقاتل               | تصنيف أفضل مقاتل                      | تصنيف أفضل مقاتل | تصنيف أفضل مقاتل |
| العداء                | العداء                         | الفريق                                | النقاط           |                  |
| --------------------- | ------------------------------ | ------------------------------------- | ---------------- | ---------------- |
| 1                     | Norbert Banaszek ‏              | فريق بولندا لركوب الدراجات ‏           | 11 نقطة          |                  |
| 2                     | Kacper Gieryk ‏                 | فريق بولندا لركوب الدراجات ‏           | 6 نقطة           |                  |
| 3                     | ماتج موهوريك                   | فريق البحرين ميريدا للدراجات الهوائية | 5 نقطة           |                  |
| 4                     | Jan Maas (cyclist, born 1996) ‏ | فريق جايكو-العلا                      | 4 نقطة           |                  |
| 5                     | دافيد فورمولو                  | موفيستار                              | 3 نقطة           |                  |
| 6                     | Marcin Budziński (cyclist) ‏    | فريق بولندا لركوب الدراجات ‏           | 3 نقطة           |                  |
| 7                     | Mick van Dijke ‏                | Team Visma \| Lease a Bike            | 3 نقطة           |                  |
| 8                     | جون جاكوبس                     | موفيستار                              | 3 نقطة           |                  |
| 9                     | Michał Paluta ‏                 | فريق بولندا لركوب الدراجات ‏           | 3 نقطة           |                  |
| 10                    | آرشي ريان ‏                     | إي أف إديوكيشن نيبو                   | 2 نقطة           |                  |
|                       |                                |                                       |                  |                  |
| مصدر: ProCyclingStats |                                |                                       |                  |                  |

## وصلات خارجية
- الموقع الرسمي
- لمحة عن سباق طواف بولندا 2024 على موقع  ProCyclingStats   (برو  سايكلنج  ستاتس) - إحصاءات  محترفي  الدراجات.

- طواف بولندا 2024 على موقع إحصائيات الدراجات الإحترافية (الإنجليزية)